# Худайбердинское сельское поселение
Худайбердинское се́льское поселе́ние — муниципальное образование в Аргаяшском районе Челябинской области Российской Федерации. В рамках административно-территориального устройства муниципальное образование  соответствует административно-территориальной единице Худайбердинский сельсовет.
Административный центр — посёлок Худайбердинский.

## История
Статус и границы сельского поселения установлены Законом Челябинской области от 12 ноября 2004 года № 292-ЗО «О статусе и границах Аргаяшского муниципального района и сельских поселений в его составе».

## Население
| 2002  | 2010  | 2011  | 2012  | 2013  | 2014  | 2015  |
| ----- | ----- | ----- | ----- | ----- | ----- | ----- |
| 1557  | ↘1382 | ↗1384 | ↘1358 | ↘1344 | ↗1356 | ↘1316 |
| 2016  | 2017  | 2018  | 2019  | 2020  | 2021  | 2023  |
| ↘1279 | ↘1242 | ↘1235 | ↘1217 | ↗1227 | ↗1369 | ↗1373 |

## Состав сельского поселения
| № | Населённый пункт | Тип населённого пункта          | Население |
| - | ---------------- | ------------------------------- | --------- |
| 1 | Башакуль         | посёлок                         | ↘247      |
| 2 | Булатова         | деревня                         | ↘50       |
| 3 | Калиновский      | посёлок                         | ↘89       |
| 4 | Комсомольский    | посёлок                         | ↘95       |
| 5 | Кызылбулак       | деревня                         | ↘94       |
| 6 | Худайбердинский  | посёлок, административный центр | ↘807      |